# أرشالبوت
أرشالبوت (بالإنجليزية: Archalbot)‏ هي مدينة من مدن نيبال. يبلغ عدد سكانها 4765 نسمة وذلك حسب إحصائيات سنة 2011.